# Cantonul Gourin
Cantonul Gourin este un canton din arondismentul Pontivy, departamentul Morbihan, regiunea Bretania, Franța.

## Comune
- Gourin (reședință)
- Langonnet
- Plouray
- Roudouallec
- Le Saint